# Pura Díaz
Pura Díaz (nacida en España y fallecida en Buenos Aires, Argentina) fue una actriz de reparto española que incursionó en el cine argentino.

## Carrera
Díaz fue una eximia actriz de reparto de nacionalidad española, que llegada a la Argentina   a mediados del principio del siglo XX desarrolló una importante carrera cinematográfica.
En cine trabajo con estrellas como Eva Duarte, Mirtha Legrand Angelina Pagano, Ricardo Galache, Pedro López Lagar, Amelia Bence, Francisco López Silva, Enrique San Miguel, Malisa Zini, José Cornelias, Alberto Closas, Ernesto Raquén, Iris Martorell, Lidia Denis, Benita Puértolas y Arsenio Perdiguero

## Filmografía
- 1939: Chimbela
- 1942: Bruma en el Riachuelo
- 1943: Llegó la niña Ramona
- 1943: Los ojos más lindos del mundo
- 1943: La juventud manda
- 1945: Cinco besos
- 1945: Santa Cándida
- 1945: La pródiga
- 1945: Camino del infierno
- 1946: Celos
- 1948: María de los Ángeles
- 1948: Vidalita
- 1950: Toscanito y los detectives
- 1950: El ladrón canta boleros
- 1950: Don Fulgencio (El hombre que no tuvo infancia)
- 1953: Ellos nos hicieron así
- 1955: La Quintrala, doña Catalina de los Ríos y Lisperguer[2]

### Teatro
En teatro formó parte en 1924 de la Compañía Carmen Casnell- Antonio Mancini.